# دان ماي
دان ماي (بالإنجليزية: Dan May)‏ هو رجل قضاء أمريكي، ولد في 1898، وتوفي في 1982.